# Ilyocypris gibba
Ilyocypris gibba is een mosselkreeftjessoort uit de familie van de Cyprididae. De wetenschappelijke naam van de soort is voor het eerst geldig gepubliceerd in 1808 door Ramdohr.